# Linn Grove
Linn Grove és una població dels Estats Units a l'estat d'Iowa. Segons el cens del 2000 tenia 211 habitants.

## Demografia
Segons el cens del 2000, Linn Grove tenia 211 habitants, 89 habitatges, i 56 famílies. La densitat de població era de 138,1 habitants/km².
Dels 89 habitatges en un 27% hi vivien nens de menys de 18 anys, en un 49,4% hi vivien parelles casades, en un 11,2% dones solteres, i en un 36% no eren unitats familiars. En el 32,6% dels habitatges hi vivien persones soles el 14,6% de les quals corresponia a persones de 65 anys o més que vivien soles. El nombre mitjà de persones vivint en cada habitatge era de 2,37 i el nombre mitjà de persones que vivien en cada família era de 3.
Per edats la població es repartia de la següent manera: un 24,6% tenia menys de 18 anys, un 7,6% entre 18 i 24, un 26,1% entre 25 i 44, un 24,6% de 45 a 60 i un 17,1% 65 anys o més.
L'edat mediana era de 42 anys. Per cada 100 dones de 18 o més anys hi havia 89,3 homes.
La renda mediana per habitatge era de 33.125 $ i la renda mediana per família de 38.438 $. Els homes tenien una renda mediana de 29.500 $ mentre que les dones 24.167 $. La renda per capita de la població era de 22.945 $. Entorn del 3,1% de les famílies i el 5,3% de la població estaven per davall del llindar de pobresa.

## Poblacions més properes
El següent diagrama mostra les poblacions més properes.